# Nemoleon overlaeti
Nemoleon overlaeti is een insect uit de familie van de mierenleeuwen (Myrmeleontidae), die tot de orde netvleugeligen (Neuroptera) behoort. 
Nemoleon overlaeti is voor het eerst wetenschappelijk beschreven door Navás in 1931.